# Igor Belanov
Igor Ivanovich (eller Ihor Ivanovych) Belanov (ukrainska: Ігор Іванович Бєланов, ryska: Игорь Иванович Беланов, Igor Ivanovitj Belanov), född 25 september 1960 i Odessa, Sovjetunionen, är en ukrainsk-sovjetisk före detta professionell fotbollsspelare. Han spelade som forward och utnämndes 1986 till Årets spelare i Europa. Mellan 1985 och 1990 spelade han 33 landskamper och gjorde 8 mål för Sovjetunionens landslag.
Igor är mest känd för sin tid i Dynamo Kiev där han slog han igenom och blev tilldelad sin Ballon d'Or. 
Belanov representerade Sovjetunionens landslag under VM 1986 och EM 1988.

## Klubbkarriär
Belanov började sin karriär i sin hemstad Odessa. Han spelade sina första seniorsäsong för SKA Odessa där han gjorde 16 mål på 68 matcher, innan han efter två säsonger blev upplockad av stadens större lag FK Tjornomorets Odessa. I Tjornomorets Odessa lyfte hans karriär ytterligare där han spelade 128 matcher i den Sovjetiska högstaligan och gjorde 30 mål. 
Under hands tid I Tjornomorets Odessa imponerade han tillräckligt mycket för att ta steget vidare till de Ukrainska giganterna FK Dynamo Kiev. I Kiev slog Igor igenom och vann fem titlar på fem säsonger med klubben, varav en av titlarna var cupvinnarcup segern 1986. Igor kom tillsammans med sina lagkamrater Oleg Blokhin och Oleksandr Zavarov på delad första plats i cupvinnarcupens skytteliga med fem mål var.
Efter Igors fem säsonger i Dynamo Kiev flyttade han till Väst-Tyskland för att spela för Borussia M'gladbach, och blev därmed en av de första öststatsfotbollsspelare som flyttade till Västeuropa för att spela fotboll.   Det blev bara två säsonger för Bundesliga klubben under vilka han spelade totalt 27 matcher och gjorde fem mål. 
Igor stannade kvar i Tyskland och spelade fyra säsonger i andra divisionsklubben Eintracht Braunschweig, innan han vände hem till Ukraina för att göra en säsong med Tjornomorets Odessa och avrundade sen karriären i FK Mariupol där han spelade fem matcher på två säsonger innan han la skorna på hyllan nästan 37 år gammal. 

## Landslagskarriär
Igor Belanov spelade 33 matcher för Sovjetunionen och deltog i två stora internationella mästerskap VM 1986 och EM 1988.   
I VM 86 gjorde Igor fyra mål och sex assist. I sextondelsfinalen mot Belgien där Igor stod för ett hattrick, men trots det tvingades se sitt lag falla på tilläggstid med 3-4. 
Igors prestation i VM och framförallt i matchen mot Belgien var en av anledningarna till att han utsågs till Europas bästa spelare.
1988 var Igor med i den Sovjetiska truppen som tog sig till EM final. I finalen mötte de Holland som tack vare Marco van Basten historiska volley vann matchen med 2-0. Igor Belanov fick chansen att reducera på straff, men målvakten Hans van Breukelen räddade.

## Senare år
Efter att ha avslutat sin karriär som fotbollsspelare återvände han till fotbollen som klubbpresident för FC Wil i Holländska Eredivisie 2004. Han lämnade dock sin post kort tid därefter.

## Meriter
- Cupvinnarcupen: 1986
- Sovjetiska ligan 1985, 1986
- Sovjetiska cupen 1985, 1987

- VM i fotboll: 1986
  - Åttondelsfinal 1986
- EM i fotboll: 1988
  - EM-silver 1988

- Årets spelare i Europa: 1986
- Vinnare av skytteligan i Europeiska cupvinnarcupen i fotboll 1985/1986